# Saléon
Saléon é uma comuna francesa na região administrativa da Provença-Alpes-Costa Azul, no departamento de Altos-Alpes. Estende-se por uma área de 9,86 km². Em 2010 a comuna tinha 92 habitantes (densidade: 9,3 hab./km²).